# Fishia vinela
Fishia vinela är en fjärilsart som beskrevs av Smith 1903. Fishia vinela ingår i släktet Fishia och familjen nattflyn. Inga underarter finns listade i Catalogue of Life.